# Tina Göpfert
Tina Göpfert (* 29. Dezember 1968) ist eine ehemalige deutsche Fußballspielerin. Sie spielte in der Saison 2000/01 für den 1. FFC Frankfurt in der Frauen-Bundesliga.
Im Auswärtsspiel gegen den FFC Flaesheim-Hillen kam sie am 29. April 2001 zu ihrem einzigen Bundesliga-Einsatz, als sie in der 85. Spielminute für Branka Strbać eingewechselt wurde; das Spiel endete 3:3. Damit trug Göpfert zum Gewinn der Deutschen Meisterschaft 2001 durch den 1. FFC Frankfurt bei.
Ab 2009 spielte Göpfert langjährig für den TSV Duwo 08 in der Verbandsliga Hamburg.